# Batman (série télévisée)
Pour les articles homonymes, voir Batman (homonymie).
 (octobre 2021).
Si vous disposez d'ouvrages ou d'articles de référence ou si vous connaissez des sites web de qualité traitant du thème abordé ici, merci de compléter l'article en donnant les références utiles à sa vérifiabilité et en les liant à la section « Notes et références ».
Batman est une série télévisée américaine, en 120 épisodes de 25 minutes, créée par William Dozier d'après le comic du même nom de Bob Kane et Bill Finger, et diffusée entre le 12 janvier 1966 et le 14 mars 1968 sur le réseau ABC.
Au Québec, la série a été diffusée du 20 septembre 1966 au 30 mai 1967 à la Télévision de Radio-Canada, puis à partir du 3 mai 1970 à Télé-Métropole, et en France, à partir du 29 avril 1967 sur la deuxième chaîne de l'ORTF. À compter de 1984, Canal+ rediffuse la série et programme dans la foulée les inédits. Une rediffusion partielle survient dans l'émission Samdynamite du 8 juillet 1989 au 27 janvier 1990,, sur FR3, puis en version originale sous-titrée dans les années 1990 dans l'émission Continentales d'été sur FR3. Une rediffusion intégrale survient à partir de 1998 sur Canal Jimmy, puis en 2019 sur Toonami.

## Synopsis
Le milliardaire Bruce Wayne et son pupille Dick Grayson mènent une double vie dans laquelle ils sont Batman et Robin, justiciers masqués.
À l'aide d'une large panoplie de gadgets et véhicules (bat-bouclier, batmobile, batcopter, bat-canot, bat-grappin…) ils combattent le crime dans la ville de Gotham City et mènent la vie dure à un grand nombre de malfaiteurs (Catwoman, le Joker, le Pingouin, Mr Freeze ou le Sphinx).

## Fiche technique
- Titre original et français : Batman
- Création : William Dozier d'après le comic du même nom de Bob Kane
- Musique : Neal Hefti
- Production : William P. D'Angelo, Howie Horwitz, William Dozier
- Société de diffusion : ABC
- Pays d'origine : États-Unis
- Langue : anglais
- Format : Couleurs - 35 mm - 1:33:1 - son mono
- Nombre d'épisodes : 120 (3 saisons)
- Durée : 25 minutes
- Dates de première diffusion :
  -  États-Unis : 12 janvier 1966
  -  Québec : 20 septembre 1966 (Radio-Canada)
  -  France : 29 avril 1967[6]

## Distribution

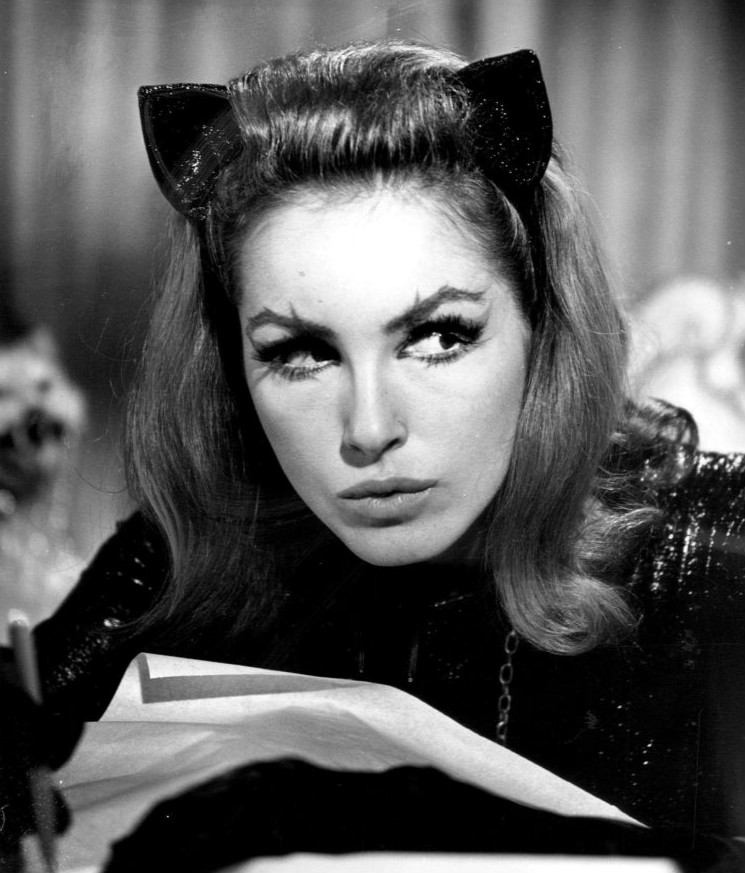
Julie Newmar, qui interprète Catwoman.

- Adam West (VF : Marc Cassot / Hervé Bellon) : Bruce Wayne / Batman
- Burt Ward (VF : Pierre Trabaud / Luq Hamet) : Dick Grayson / Robin
- Neil Hamilton (VF : Jean-François Laley) : Commissaire Gordon
- Stafford Repp (VF : Robert Bazil / Claude Joseph) : Chef O'Hara
- Alan Napier (VF : René Bériard) : Alfred Pennyworth
- William Dozier (VF : Michel Roux / Jean-Claude Montalban) : Narrateur
- Madge Blake (VF : ? / Lita Recio) : Tante Harriet Cooper
- Yvonne Craig (VF : Dorothée Jemma) : Barbara Gordon / Batgirl
- Burgess Meredith (VF : Roger Carel / Philippe Dumat / Jacques Dynam) : Le Pingouin
- Cesar Romero (VF : Georges Aminel / Claude Nicot / Marcel Guido) : Le Joker
- Julie Newmar (saison 1 & 2) / Eartha Kitt (saison 3) / Lee Meriwether (film) (VF : Michelle Bardollet / Maïk Darah / Pauline Larrieu) : Catwoman (ou « la Femme Chat »)
- Frank Gorshin / John Astin (VF : Serge Lhorca / Roger Crouzet) : Le Sphinx
- David Wayne (VF : Pierre Leproux / Jacques Frantz) : Jervis Tetch / Le Chapelier Fou
- Otto Preminger / George Sanders / Eli Wallach (VF : Jean Martinelli / Jacques Dynam / Marcel Guido) : Mr Freeze (ou « Monsieur Frisson »)
- Victor Buono (VF : Jacques Dynam / Antoine Marin / Jacques Frantz) : Le Roi Tut / William McElroy
- Vincent Price (VF : Gabriel Cattand) : Crâne d'Œuf
- Cliff Robertson (VF : Jacques Frantz) : Shame
- Anne Baxter (VF : Nadine Alari) : Zelda la magicienne / Olga
- Carolyn Jones (VF : Maria Tamar) : Marsha, la reine des diamants
- Byron Keith : Le maire de Gotham-City, John Linseed
- Milton Berle : Louie le Lila

### Acteurs invités
- Leslie Parrish : Glacia la Glace (saison 1, épisode 4 / saison 2, épisodes 59 et 60)
- Jerry Lewis : homme à la fenêtre (saison 1, épisode 29)
- Roddy McDowall : Le Rat de Bibliothèque (saison 1, épisodes 29 et 30)
- Billy Curtis : Midget (saison 1, épisodes 17 et 18)
- Malachi Throne (VF : Marcel Bozzuffi) : Faux Frère (saison 1, épisodes 17 et 18)
- Art Carney (VF : Jacques Ferrière) : l'Archer (saison 2, épisodes 1 et 2)
- Van Johnson : Le ministre (saison 2, épisodes 5 et 6)
- Van Williams (VF : François Dunoyer) : le Frelon vert (saison 2, épisodes 7, 51, 52)
- Bruce Lee : Kato (saison 2, épisodes 7, 51, 52)
- Shelley Winters (VF : Paule Emanuele) : Ma Parker (saison 2, épisodes 9 et 10)
- Tisha Sterling : Legs Parker (saison 2, épisodes 9 et 10)
- Walter Slezak (VF : Jacques Dynam) : Maître Chrono (saison 2, épisodes 11 et 12)
- Liberace (VF : Jean-Pierre Moulin) : Chandel / Harry (saison 2, épisodes 15 et 16)
- Woody Strode : Le grand Mogaul (saison 2, épisodes 23 et 24)
- John Mitchum : Rip Snorting (saison 2, épisodes 25 et 26 / saison 3, épisode 10)
- Joan Staley : Annie Okie (saison 2, épisodes 25 et 26)
- Chad Suart : lui-même (saison 2, épisode 29 et 30)
- Jeremy Clyde : lui-même (saison 2, épisode 29 et 30)
- Maurice Evans (VF : Roger Carel) : Puzzler (saison 2, épisodes 31 et 32)
- Michael Rennie (VF : Jean-Claude Michel) : Le Marchand de sable (saison 2, épisode 33 et 34)
- Spring Byington : La milliardaire Jeanne-Pauline Spaghetti (saison 2, épisode 33 et 34)
- Jean Hale : Poly (saison 2, épisodes 35 et 36)
- Lesley Gore : Pussycat (saison 2, épisodes 40 et 41)
- Deanna Lund : Anna Gram (saison 2, épisodes 45 et 46)
- Martin Kosleck : Le professeur Charm (saison 2, épisodes 45 et 46)
- Stanley Adams (acteur) : Le capitaine courageux (saison 2, épisodes 49 et 50)
- Jacques Bergerac : Freddy Touche (saison 2, épisode 50 / saison 3, épisode 26)
- Roger C. Carmel : Le colonel Gumm (saison 2, épisodes 51 et 52)
- Diane McBain : Pinky Pinkston (saison 2, épisodes 51 et 52)
- Seymour Cassel : Cancelled (saison 2, épisodes 51 et 52)
- Alex Rocco : Block (saison 2, épisodes 51 et 52)
- Grace Lee Whitney : Neila (saison 2, épisodes 53 et 54)
- Lloyd Haynes : Lord Chancellor (saison 2, épisodes 53 et 54)
- Tallulah Bankhead (VF : Paule Emanuele) : La Veuve noire (saison 2, épisodes 55 et 56)
- Joan Collins : Siren (saison 3, épisodes 2 et 3)
- Barbara Rush : Nora Clavicle (saison 3, épisodes 18 et 19)
- Zsa Zsa Gábor : Minerva (saison 3, épisodes 25 et 26)

## Épisodes
Durant la première et deuxième saison aux États-Unis, les épisodes étaient diffusés les mercredis et jeudis sous un format de « méchant de la semaine », l'épisode de mercredi s'arrêtant sur un cliffhanger où l'annonceur invitaient les téléspectateurs à revenir « à la même bat-heure, sur la même bat-chaîne », et l'intrigue était bouclée le lendemain.

### Première saison (1966)
1. Le Prince des énigmes (Hi Diddle Riddle)
2. Le Mammouth de Troie (Smack in the Middle)
3. Parade aux parapluies (Fine Feathered Finks)
4. L'Ombrelle à l'ombre (The Penguin's a Jinx)
5. Poker pour un Joker (The Joker Is Wild)
6. Le Joker rit jaune (Batman Gets Riled)
7. Le Cercle de glace (Instant Freeze)
8. Comment briser la glace (Rats Like Cheese)
9. Zelda la magicienne (Zelda the Great)
10. Une rose pour Batman (A Death Worse Than Fate)
11. Le Prince des rats (A Riddle a Day Keeps the Riddler Away)
12. Les rats aiment le fromage (When the Rat's Away, the Mice Will Play)
13. Le Treizième Chapeau (The Thirteenth Hat)
14. Chapeau Batman (Batman Stands Pat)
15. Les trois citrons de la mort (The Joker Goes to School)
16. La Mort des trois citrons (He Meets His Match, the Grisly Ghoul)
17. Faux Frères (True or False Face)
18. Le faux masque se démasque (Holy Rat Race)
19. La Femme-chat (The Purr-fect Crime)
20. Chat ou Tigre (Better Luck Next Time)
21. Le Vol du Pingouin (The Penguin Goes Straight)
22. Le Pingouin vole (Not Yet, He Ain't)
23. L'Anneau de cire (The Ring of Wax)
24. La Chambre des supplices (Give 'Em the Axe)
25. On vole le Maharajah (The Joker Trumps an Ace)
26. Le Maharajah s'envole (Batman Sets the Pace)
27. La Malédiction de Nuit (The Curse of Tut)
28. La Statue qui parle (The Pharaoh's in a Rut)
29. Le Rat de bibliothèque (The Bookworm Turns)
30. Pour qui sonne le rat (While Gotham City Burns)
31. Le Cinéma du Sphinx (Death in Slow Motion)
32. Le Sphinx tourne mal (The Riddler's False Notion)
33. Le Pingouin n'est pas manchot (Fine Finny Fiends)
34. Une manche et la belle (Batman Makes the Scenes)

### Film (1966)
Le film est sorti en salles le 30 juillet 1966 et peut parfois être découpé en deux ou quatre parties lors de rediffusions de la série à la télévision.

### Deuxième saison (1966-1967)
1. Un coup tordu (Shoot a Crooked Arrow)

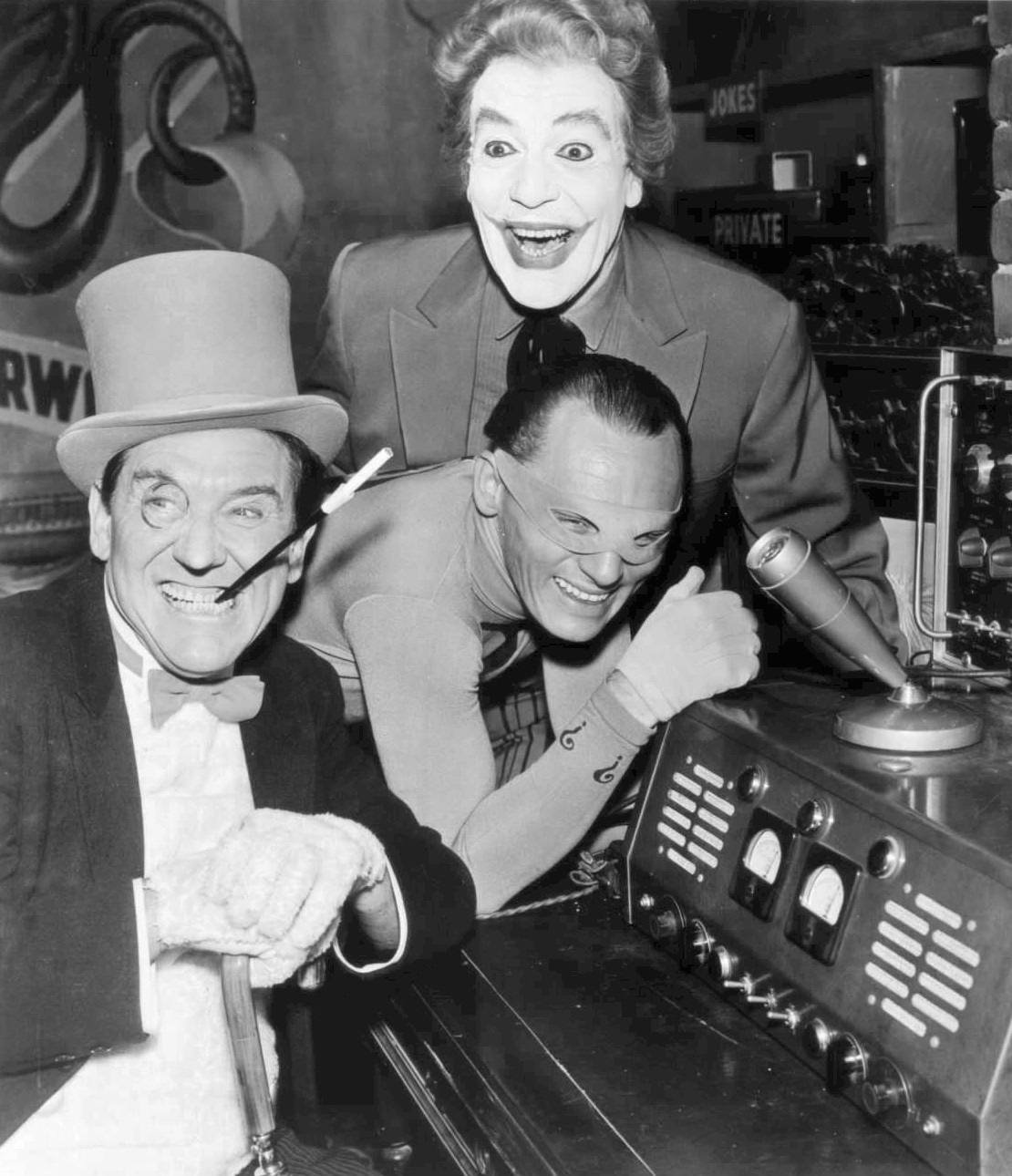
Le Pingouin, le Sphinx et le Joker.

2. Le Dernier Coup d'archet (Walk the Straight and Narrow)
3. Coup de soleil (Hot Off the Griddle)
4. La Chatte et le Violon (The Cat and the Fiddle)
5. Le Racket du Ménestrel (The Minstrel's Shakedown)
6. Batman en barbecue (Barbecued Batman)
7. Les Scarabées (The Spell of Tut)
8. Le Repas des crocodiles (Tut's Case Is Shut)
9. Une gentille petite famille (The Greatest Mother of Them All)
10. Une redoutable mère de famille (Ma Parker)
11. Horloge, Montre et Sablier (The Clock King's Crazy Crimes)
12. L'Heure de la vérité (The Clock King Gets Crowned)
13. Un crâne d'œuf et des ratons laveurs (An Egg Grows in Gotham)
14. Provision d'œufs (The Yegg Foes in Gotham)
15. Les Doigts du diable (The Devil's Fingers)
16. Un jumeau de trop (The Dead Ringers)
17. Le Pingouin en campagne (Hizzonner the Penguin)
18. Un candidat emballé (Dizzonner the Penguin)
19. Le Grand Frisson (Green Ice)
20. Batman brise la glace (Deep Freeze)
21. L'Inévitable Joker (The Impractical Joker)
22. Le Joker va au tapis (The Joker's Provokers)
23. Marsha reine des diamants (Marsha, Queen of Diamonds)
24. Le Diamant de la reine (Marsha's Scheme with Diamonds)
25. C'est Shame que j'aime (Come Back, Shame)
26. Jeu dangereux (It's the Way You Play the Game)
27. Le Nid du Pingouin (The Penguin's Nest)
28. Le Pingouin (The Bird's Last Jest)
29. Le Cri du chat (The Cat's Meow)
30. La Revanche de la chauve-souris (The Bat's Kow Tow)
31. Énigme et Ballon (The Puzzler Are Coming)
32. Ballon et Superjet (The Duo Is Slumming)
33. Le Marchand de sable va passer (The Sandman Cometh)
34. La vie ne tient qu'à un fil (The Catwoman Goeth)
35. La Cagoule contaminée (The Contaminated Cowl)
36. Le Travailleur du chapeau (The Mad Hatter Runs a Foul)
37. Les Crimes du zodiaque (The Zodiak Crimes)[3 parties 1]
38. Le Joker se démène (The Joker's Hard Time)[3 parties 1]
39. Deux clowns en déroute (The Penguin Declines)[3 parties 1]
40. Sacrée Catwoman (That Darn Catwoman)
41. Catwoman fait patte de velours (Scat, Darn Catwoman)
42. Le Scénario du Pingouin (Penguin Is a Girl's Best Friend)[3 parties 1]
43. La Croisade du Pingouin (Penguin Sets a Trend)[3 parties 1]
44. Le Pingouin y laisse des plumes (Penguin's Disastrous End)[3 parties 1]
45. L'Anniversaire de Batman (Batman's Anniversary)
46. L'Intrigue infernale (A Riddling Contreversy)
47. La Dernière Carte du Joker (The Joker's Last Laugh)
48. Le Joker sort du jeu (The Joker's Epitaph)
49. Catwoman va à l'université (Catwoman Goes to College)
50. Batman tombe amoureux (Batman Displays His Knowledge)
51. Collection de timbres (A Piece of the Action)
52. Histoire de masques (Batman's Satisfaction)
53. Le Coup de Trafalgar (King Tut's Coup)
54. Waterloo pour Batman (Batman's Waterloo)
55. La Veuve noire frappe encore (Black Widow Strikes Again)
56. Dans les filets de la Veuve noire (Caught in the Spider's Den)
57. Le Joker se lance dans la peinture (Pop Goes the Joker)
58. Batman gagne sur tous les tableaux (Flop Goes the Joker)
59. Étoile des glaces (Ice Spy)
60. Le duo résiste au froid (The Duo Defy)

### Troisième saison (1967-1968)

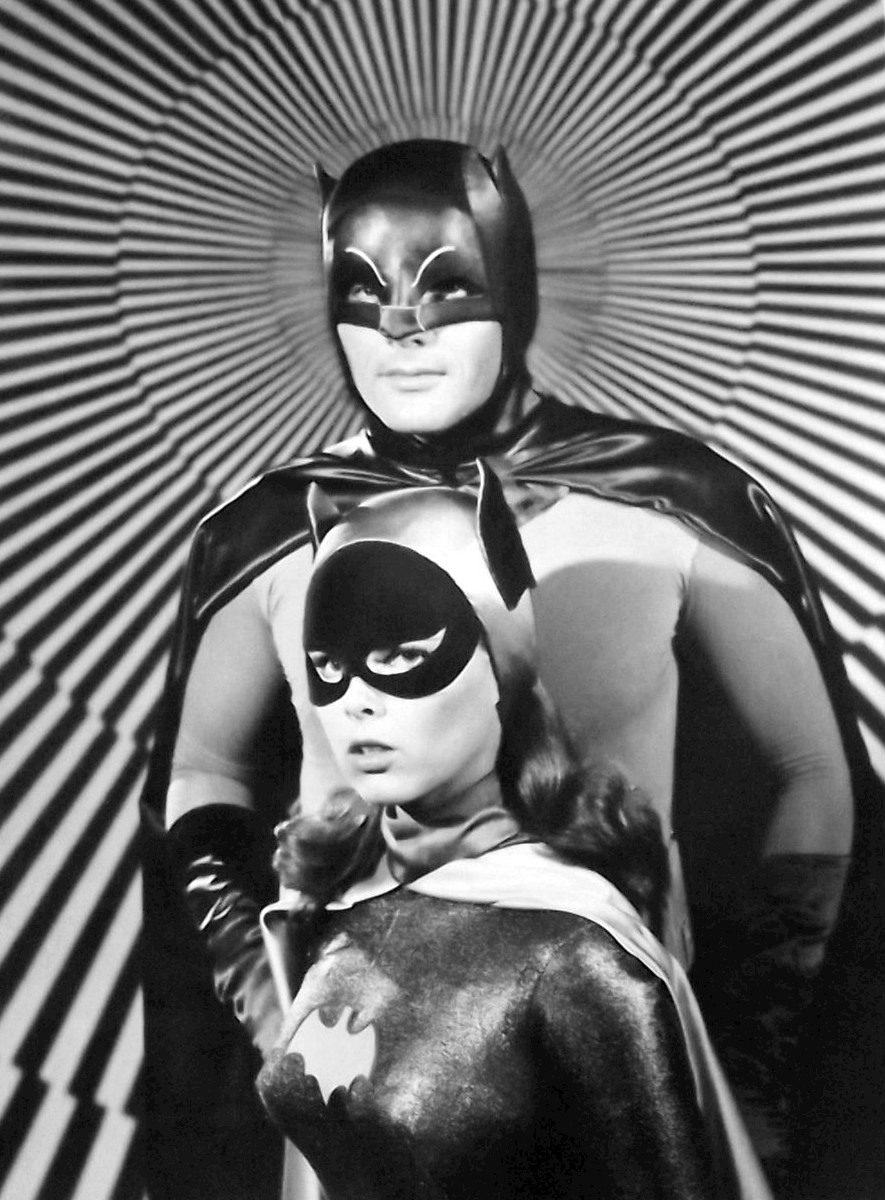
Batman et Batgirl.

Lors de cette saison, un seul épisode par semaine était diffusé, et chaque intrigue se boucle en un épisode, à quelques exceptions. Autre changement, le vilain du prochain épisode est introduit dans les dernières secondes du précédent.
1. Batgirl entre, le Pingouin sort (Enter Batgirl, Exit Penguin)
2. Les Frasques du Sphinx (Ring Around the Riddler)
3. Le Chant de Siren (The Wail of Siren)
4. Le Sport des pingouins (The Sport of Penguin)
5. Le Pingouin monte sur ses grands chevaux (A Horse of Another Color)
6. Le Plus Grand des pharaons (The Unkindest Tut of All)
7. Louie Le Lilas (Louie the Lilac)
8. Tête d'œuf et moi (The Ogg and I)
9. Un drôle de dinosaure (How to Hatch a Dinosaur)
10. Le Joker sur la vague (Surf's Up! Joker's Under!)
11. Larcins londoniens (The Londinium Larcenies)[3 parties 1]
12. Dans le brouillard (The Foggiest Notion)[3 parties 1]
13. La Tour sanglante (The Bloody Tower)[3 parties 1]
14. Dressée pour tuer (Catwoman's Dressed to Kill)
15. Un duo cocasse (The Ogg Couple)
16. Les Folies félines (Funny Feline Felonies)
17. Le Joker se paie Catwoman (The Joke's on Catwoman)
18. Le Retour de Louie Le Lilas (Louie's Lethal Lilac Time)
19. Le Club des ladies (Nora Clavicle and Her Ladies' Crime Club)
20. Le Pingouin se rebiffe (Penguin's Clean Sweep)
21. La Grande Évasion (The Great Escape)
22. La Grande Attaque du train (The Great Train Robbery)
23. Une momie très attachante (I'll Be a Mummy's Uncle)
24. La Soucoupe du Joker (The Joker's Flying Saucer)
25. L'Envoûtante Cassandra (The Entrancing Doctor Cassandra)
26. Arnaques et Millionnaires (Minerva, Mayhem and Millionaires)

## Production
Des vedettes de l'époque apparaissent régulièrement soit comme méchants, tels Eli Wallach (Mr Freeze) ou Vincent Price (Crâne d'œuf), soit en caméo dans les scènes d'escalade où Batman et Robin grimpent le long des bâtiments. On voit ainsi apparaître par les fenêtres par ordre de diffusion des épisodes :
- Jerry Lewis[7]
- Dick Clark[8]
- Van Williams et Bruce Lee, reprenant leur rôle du Frelon vert et de Kato[9]
- Sammy Davis Jr.[10]
- Bill Dana[11]
- Howard Duff[12]
- Werner Klemperer, reprenant son rôle du Colonel Klink (Stalag 13)[13]
- Ted Cassidy, reprenant son rôle de Lurch (La famille Adams)[14]
- Don Ho[15]
- Andy Devine, dans le rôle du Père Noël[16]
- Art Linkletter[17]
- Edward G. Robinson[18]
- Suzy Knickerbocker[19]

## Accueil et critiques
Cette série a connu un grand succès grâce à un humour de second degré et des onomatopées sous forme de bulles de couleurs fluorescentes pendant les scènes de bagarre. Les gadgets utilisés par les héros ne sont généralement pas d'un grand réalisme. Tout au long de la série, ils croiseront la route de leurs pires adversaires, dont le Joker, Catwoman et le Sphinx.
Malgré les pires scores historiques d'ABC lors de ses projections-tests, Batman a été diffusé par la chaîne en raison de ses coûts exorbitants. Et même si elle a rencontré un vif succès, la série n’est finalement jamais rentrée dans ses frais. Après une saison 3 moins performante, ABC avait imaginé supprimer Robin et le chef O’Hara de l’histoire. William Dozier et Adam West n’ont pas accepté. La chaîne a donc décidé de stopper la série. NBC s’est montrée intéressée pour reprendre sa production, mais l’idée a finalement été abandonnée après avoir appris que le décor de la Batcave avait été détruit par la 20th Century Fox.

## Distinctions

### Récompenses
- TV Land Awards 2004 : Meilleurs combattants du crime pour Adam West et Burt Ward
- TV Land Awards 2005 : Meilleurs combattants du crime pour Adam West et Burt Ward
- TV Land Awards 2006 : Anniversary Award pour les 40 ans de la série

### Nominations
- Primetime Emmy Awards 1966 :
  - Meilleure série comique pour Howie Horwitz
  - Meilleur second rôle pour une comédie pour Frank Gorshin
  - Meilleur montage sonore pour Dick Le Grand, Ross Taylor, Harold E. Wooley et Ralph Hickey
- TV Land Awards 2006 : Meilleure dance de fous pour la Batusi
- TV Land Awards 2008 : Meilleurs gadgets de série pour la ceinture de Batman

## Commentaires

### Film
La série a donné lieu au film Batman de 1966 avec les mêmes acteurs principaux, à l'exception de Lee Meriwether remplaçant Julie Newmar dans le rôle de Catwoman, ainsi qu'un court métrage sur Batgirl en 1967. Ce dernier est inclus en bonus dans le coffret DVD et Blu-ray de l'intégrale de la série Batman sorti chez Warner Home Vidéo. Pour l'occasion, il a été restauré d'après le négatif original.

### Autre série
Une série animée intitulée Les Aventures de Batman (The Adventures of Batman and Robin) fut produite en 1968 par Filmation. Les personnages du commissaire Gordon, du chef O'Hara et de Barbara Gordon / Batgirl y apparaissent aussi. Elle durera une saison pour un total de 51 épisodes de 7 minutes.

### Spin-off
Une seconde série animée intitulée Les Nouvelles Aventures de Batman fut produite en 1977 avec West et Ward dans les rôles de Batman et Robin avec un visuel plus élaboré et des intrigues plus intéressantes le temps de 16 épisodes de 22 minutes. Cette série comme la précédente étaient des productions Filmation : on peut considérer ces deux shows comme des séries dérivées de Batman puisque bon nombre de personnages et de lieux évoqués y sont constamment présents.

### Téléfilms
Un téléfilm en deux parties intitulé Les Légendes des super-héros (Legends of the Super Heroes) fut produit en 1978 par Hanna-Barbera avec Adam West et Burt Ward reprenant leurs rôles respectifs aux côtés d'autres super-héros comme Green Lantern (Howard Murphy), Shazam (Garrett Craig), Flash (Rod Haase), Hawkman (Bill Nuckols), Atom (comics) (Alfie Wise), Black Canary (Danuta Rylko Soderman) et Huntress (Barbara Joyce). Frank Gorshin reprit aussi pour l'occasion le rôle du Sphinx.
En 2002, un téléfilm réunion avec les acteurs Adam West, Burt Ward, Frank Gorshin, Julie Newmar et Lee Meriwether fut produit sous le titre Return to the Batcave : The Misadventures of Adam and Burt, sorte de biopic sur les coulisses de la série avec de jeunes acteurs jouant les rôles principaux.
Le 1er novembre 2016, un téléfilm d'animation intitulé Batman : Le Retour des justiciers masqués est sorti en DVD et Blu-ray. Adam West, Burt Ward et Julie Newmar ont repris leurs rôles respectifs dans la version originale pour le casting vocal. Le succès est tel qu'une suite, intitulée Batman vs Double-Face, a été produite en 2017 avec la participation de William Shatner dans le rôle de Double Face.

### Cross-overs et caméos
- La série a eu un cross-over avec la série Le Frelon vert ou The Green Hornet (saison 2, épisodes 51 et 52) et avant cela, Van Williams et Bruce Lee font un caméo dans l'épisode 7 de cette même saison.
- Sam Stone (Howard Duff) de Brigade criminelle y a fait un petit tour pour l'épisode 21 de la saison 2.
- Werner Klemperer, qui interprète le Colonel Wilhelm Klink de la série Papa Schultz a fait un caméo dans l'épisode 26 de la saison 2.
- Ted Cassidy (Lurch de La Famille Addams) a également fait un caméo (saison 2, épisode 27).
- Don Ho a aussi fait un caméo (saison 2, épisode 30).
- Art Linkletter fait un caméo (saison 2, épisode 49).
- Burt Ward a repris son rôle de Dick Grayson dans l'épisode 9 de la saison 5 de Supergirl à l'occasion du cross-over de l'Arrowverse : Crisis on Infinite Earths.

## Produits dérivés

### DVD / Blu-ray
- La série télévisée est disponible en DVD et en Blu-ray en Amérique du Nord depuis le 11 novembre 2014 et en Grande-Bretagne depuis le 10 novembre 2014. Les 120 épisodes sont réunis dans un seul coffret[22]. Le coffret intégral 13 Blu-ray est sorti le 12 novembre 2014 en France. Le coffret 18 DVD est sorti beaucoup plus tard le 15 avril 2015.
- Le film cinéma de 1966 est sorti en DVD le 5 juin 2002 et en BLURAY le 11 février 2009 chez Pathé Fox Europa au format d'origine 1.78 panoramique 16/9 natif en anglais sous-titré et français avec de nombreux suppléments sur la production et des interviews des acteurs.
- La série animée de 1968 est sortie dans une intégrale en France chez Warner Home Vidéo le 11 juin 2014. Le coffret contient deux DVD avec les 51 épisodes en anglais, français et espagnol avec sous-titres anglais seulement. Aucun bonus sur la production n'est présent. La série animée de 1977 est sortie dans une intégrale en zone 1 chez Warner Home Vidéo le 26 juin 2007. Le coffret contient deux DVD avec les 16 épisodes uniquement en anglais. Un bonus intéressant sur le dessin animé et son influence sur les comics des années 1980.
- Le téléfilm de 1978 est sorti en DVD le 19 octobre 2010 chez Warner Archives uniquement en anglais avec en bonus des scènes coupées.
- Le téléfilm de 2002 est sorti le 29 juin 2005 chez Pathé Fox Europa en DVD avec la version française et anglaise sous-titrée français intitulé Dans la grotte de Batman. En bonus, juste la bande annonce du téléfilm.

### Comics
En 2013, DC Comics lance un nouveau titre inspiré de la série télévisée : Batman '66. Le premier numéro sort en juillet 2013, au format numérique et papier. Il est écrit par Jeff Parker et dessiné par Jonathan Case.

### Lego
Quatre sets Lego ainsi qu'un polybag, dans la gamme Lego DC Universe Super Heroes, sont sortis. Un premier sorti en 2016 représente la Batcave, le Batmanoir et plusieurs véhicules de Batman tel que la Batmobile. Cette même année un polybag représentant le mister Freeze de la série sort. En 2021 la Batmobile a droit à une nouvelle version. La même année, un masque de Batman en Lego adapté de cette série sort. En octobre 2024, une version plus grande de la Batmobile sort, accompagnée d'une nouvelle minifigurine de Batman.

### Maquettes des personnages
- États-Unis :
  - Le fabricant américain Moebius Models a créé un diaporama de 7 personnages de la série installés sur une effigie de chauve-souris en pierre. Annoncés en février 2013 au Toy Fair avec 6 personnages (Batman, Robin, Le Pingouin, Le Riddler, Catwoman et Le Joker)[25], le septième sera Batgirl. De niveau 3 (difficulté moyenne), les maquettes en plastique sont à peindre et monter soi-même et sont au format 1/8 d'une vingtaine de centimètres de haut.
  - Les modèles sortis sont les suivants :
    - Batman équipé de son batarang (10 juillet 2014) (*)
    - Catwoman équipée de son pistolet anesthésiant ou de son fouet (au choix) avec deux statuettes de chats en or (25 septembre 2014) (*)
    - Le Pingouin avec son parapluie ouvert ou fermé (au choix) accompagné d'un pingouin (23 mai 2016) (*)
    - Robin équipé de son batarang ou non (au choix) (22 juin 2016) (*)
    - Le Sphinx avec sa canne en forme de point d'interrogation avec son masque ou non (au choix) (28 novembre 2016) (*)
    - Le Joker avec les mains fermées ou avec les mains ouvertes (au choix) (24 avril 2018) (*)
    - Batgirl (À paraître)

La réunion des maquettes sur leur socles respectifs forment ensemble un diaporama géant d'une chauve-souris.
(*) : Dates de production au dos des boîtes. La mise en vente et de disposition auprès public via amazon ou des sites de collectionneurs est plus tardive s'agissant de produits exclusifs et pré-commandés.

### Ouvrage de référence
- France :
  - L'éditeur Huginn & Muninn a édité un livre intitulé Batman : Célébration d'une série culte (Grand Format : 33,2 × 2,4 × 26 cm) de 256 pages, broché avec une couverture cartonnée le 10 novembre 2016 en librairie. Cet ouvrage contenant de nombreuses photographies en couleurs et noir et blanc sur les coulisses de tournage ainsi qu'une présentation des personnages, du phénomène de la Batmania ainsi qu'une présentation des épisodes a été conçu par Bob Garcia et Joe Desris. Il s'agit de l'édition française du même ouvrage américain Batman a Celebration of the Classic TV Series paru chez Titan Books le 29 novembre 2016[26].